# Marut Budrak
Marut Budrak (thailändisch มารุต บุตรรักษ์, * 8. Januar 1998), auch als O bekannt, ist ein thailändischer Fußballspieler.

## Karriere
Marut Budrak erlernte das Fußballspielen in der Jugendmannschaft vom Assumption United FC. 2018 unterschrieb er seinen ersten Vertrag bei Muangthong United. Der Verein aus Pak Kret, einem nördlichen Vorort der Hauptstadt Bangkok, spielte in der höchsten Liga des Landes, der Thai League. Die Saison 2018 wurde er an seinen Jugendverein Assumption United ausgeliehen. Der Verein, der in Bangkok beheimatet ist, spielte in der vierten Liga, der Thai League 4, in der Western Region. Anfang 2020 wurde er für ein halbes Jahr an den Drittligisten Ayutthaya FC nach Ayutthaya ausgeliehen. Die Rückserie spielte er ebenfalls auf Leihbasis in Udon Thani beim Udon Thani FC. Mit dem Klub spielte er dreimal in der zweiten Liga. Anfang 2021 kehrte er zu SCG zurück. Im Juni 2021 wechselte er zum Bangkoker Zweitligisten Kasetsart FC. Hier stand er bis Saisonende unter Vertrag. Für den Hauptstadtverein bestritt er 25 Zweitligaspiele. Nach Ausleihe kehrte er zu SCG zurück. Im Dezember 2022 wurde er nach der Ausleihe von dem Bangkoker Verein fest unter Vertrag genommen. Im Sommer 2023 unterschrieb er einen Vertrag beim Erstligaaufsteiger Trat FC. Am Ende der Saison 2023/24 belegte er mit dem Verein aus Trat den letzten Tabellenplatz und musste somit in die zweite Liga absteigen. Nach dem Abstieg verließ er Trat und wechselte im Juli 2024 zum Zweitligisten Chanthaburi FC.